# Karoo Hoogland
Karoo Hoogland (officieel Karoo Hoogland Plaaslike Munisipaliteit) is een gemeente in het Zuid-Afrikaanse district Namakwa.
Karoo Hoogland ligt in de provincie Noord-Kaap en telt 12.588 inwoners.

## Hoofdplaatsen
Karoo Hoogland is op zijn beurt nog eens verdeeld in 3 hoofdplaatsen (Afrikaans: nedersettings) en de hoofdstad van de gemeente is de hoofdplaats Williston.
- Fraserburg
- Sutherland
- Williston